# The Conjuring: Last Rites
The Conjuring: Last Rites är en amerikansk skräck- och thrillerfilm som har premiär i Sverige den 5 september 2025. Filmen som är regisserad av Michael Chaves, efter ett manus skrivet av Ian Goldberg, David Leslie Johnson-McGoldrick och Richard Naing är den fjärde filmen i Conjuring-serien.

## Handling
Filmen kretsar kring de paranormala utredarna Ed och Lorraine Warren so tar sig an ett sista skrämmande fall som involverar mystiska väsen.

## Rollista (i urval)
- Vera Farmiga – Lorraine Warren
- Patrick Wilson – Ed Warren
- Ben Hardy – Tony Spera
- Mia Tomlinson – Judy Warren